# Рослова, Александра Егоровна
Александра Егоровна Рослова (род. 5 августа 1926) — бригадир маляров строительно-монтажного управления № 2 строительно-монтажного треста № 2 Министерства строительства СССР, гор. Фрунзе Киргизской ССР. Герой Социалистического Труда (1977). Заслуженный строитель Киргизской ССР.

## Биография
Родилась в 1926 году в крестьянской семье в селе Старые Пестери.
С 1941 года трудилась в шахтостроительном объединении «Сигнал» в городе Кемерово.
С 1960 года работала маляром в СМУ № 2 в городе Фрунзе. В 1967 году была назначена бригадиром маляров.
Бригада Александры Рословой ежегодно перевыполняла план на 140—150 % и досрочно выполнила производственные задания Восьмой пятилетки (1966—1970). Указом Президиума Верховного Совета СССР от 12 мая 1977 года удостоена звания Героя Социалистического Труда с вручением ордена Ленина и золотой медали «Серп и Молот».
Проживала в Бишкеке.